# Còctel
Un còctel és una barreja d'alcohols i sucs de fruites que dona un beuratge amb un gust agradable.

## Origen
Es creu que l'origen de la paraula «cocktail» prové de l'expressió anglòfona «the cock tail» (la cua del gall), fent referència a les plomes que es feien servir per barrejar els brevatges que se servien a les tavernes cubanes als soldats britànics al s.XIX. En el context de les begudes alcohòliques dolces és molt antic. Es va fer servir per primera vegada al llibre The Farmer's Cabinet, publicat l'any 1803.

### Altres usos de la paraula
La paraula «còctel», entesa com a barreja, té altres usos que han esdevingut populars. Entre aquests cal destacar el còctel molotov, un tipus de bomba incendiària de fabricació casolana, i en l'àmbit de la gastronomia, el còctel de gambes, plat preparat amb gamba freda servit en forma de petita amanida dins d'una copa de vidre.

## Tipus de còctel
Mentre que alguns còctels són senzills, com el Cuba libre, n'hi ha d'altres que poden tenir una gran quantitat d'ingredients en diferents proporcions segons el gust del bàrman. Alguns tipus de còctels es barregen manualment amb una coctelera i d'altres amb una batedora elèctrica.
La presentació d'un còctel és important; poden venir en diversos colors i presentats en una multitud de formes, en gots de diferents tipus i amb diversos accessoris delicats, com trossets de fruita tallats en certes formes, flors, petits parasols de paper i altres efectes decoratius.
Normalment els còctels són freds i se serveixen amb gel, però n'hi ha també de calents, com el cafè irlandès (Irish Coffee).
Entre els còctels més famosos cal destacar el Cuba libre, Daiquiri, Bloody Mary, Margarita, Gimlet, Lumumba, Caipirinha o Mojito, entre d'altres.

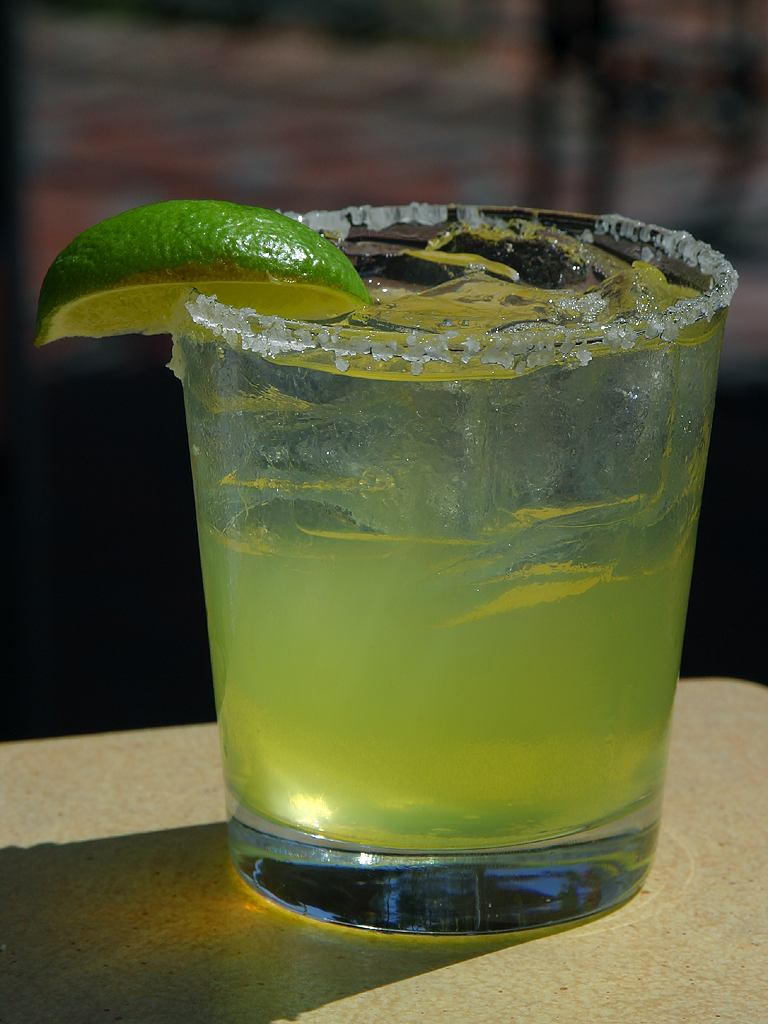
Margarita
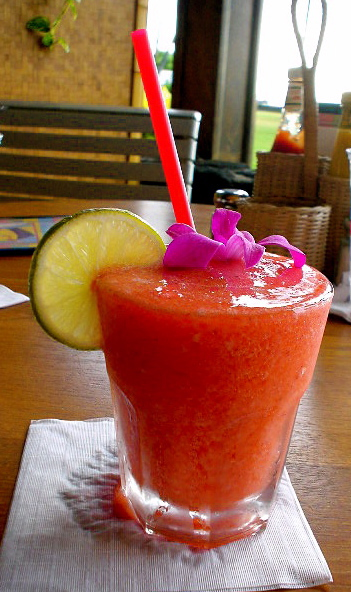
Daiquiri de maduixa
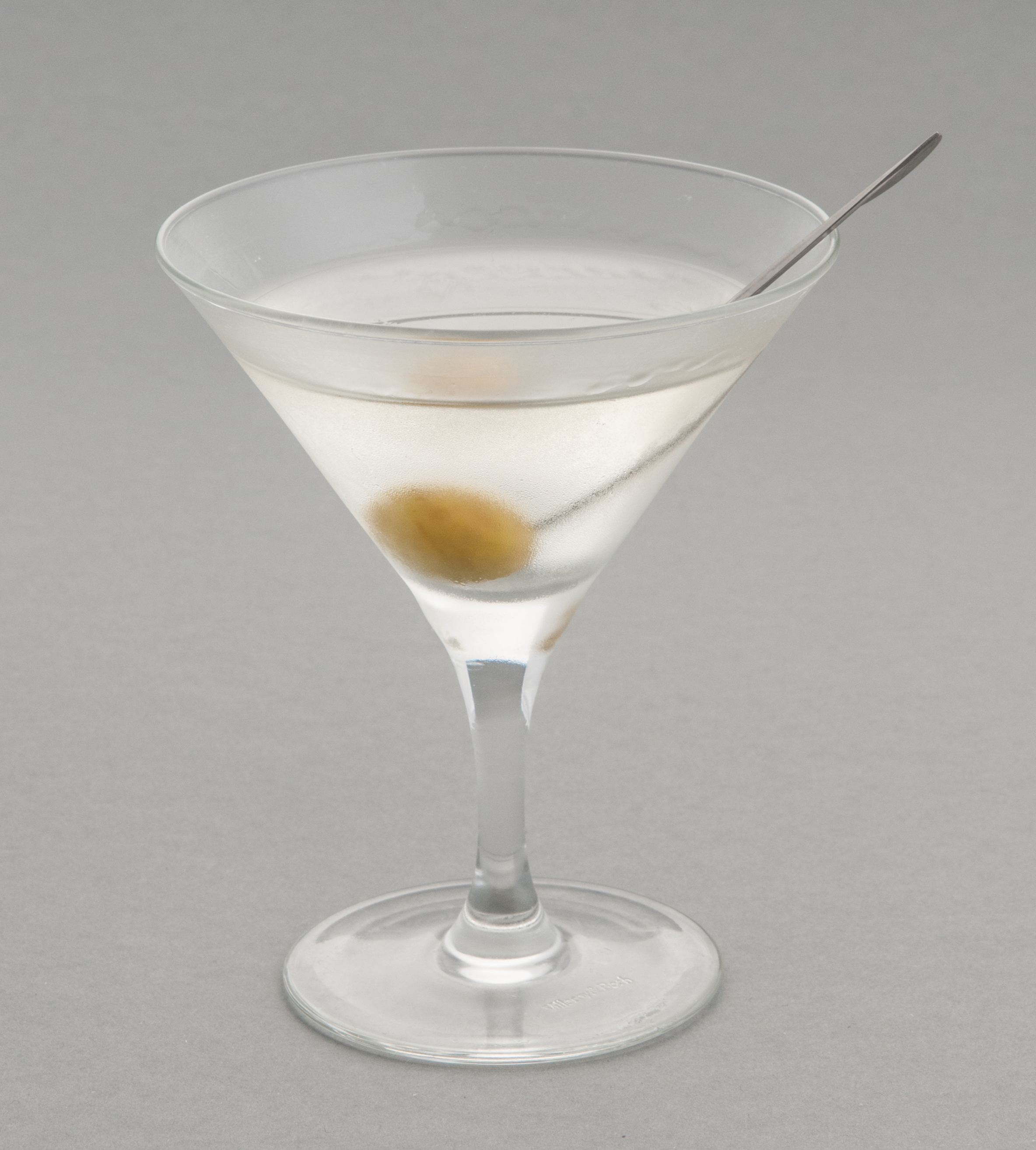
Dry Martini
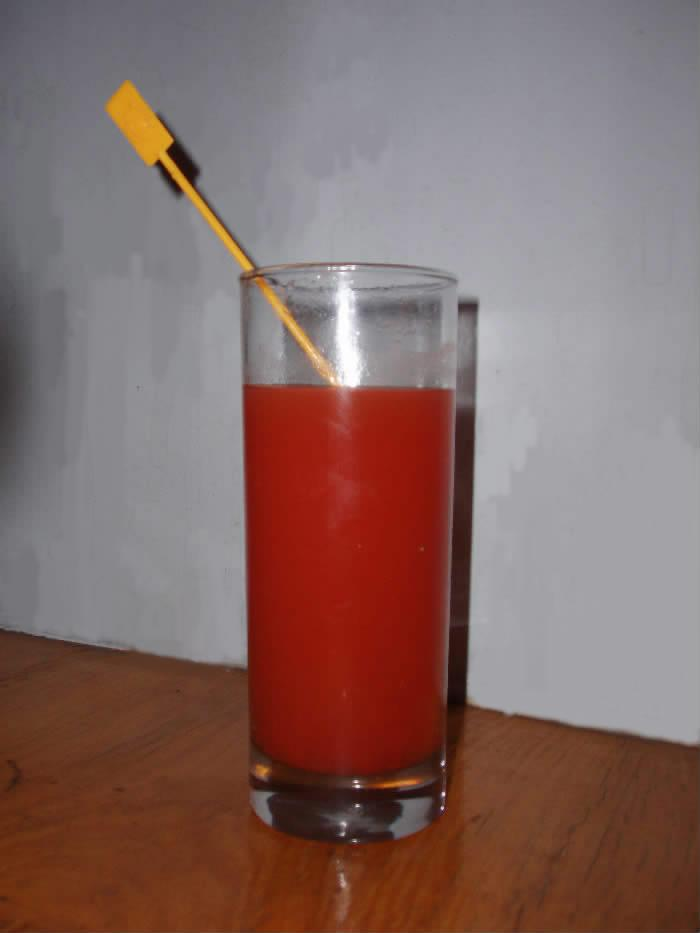
Bloody Mary
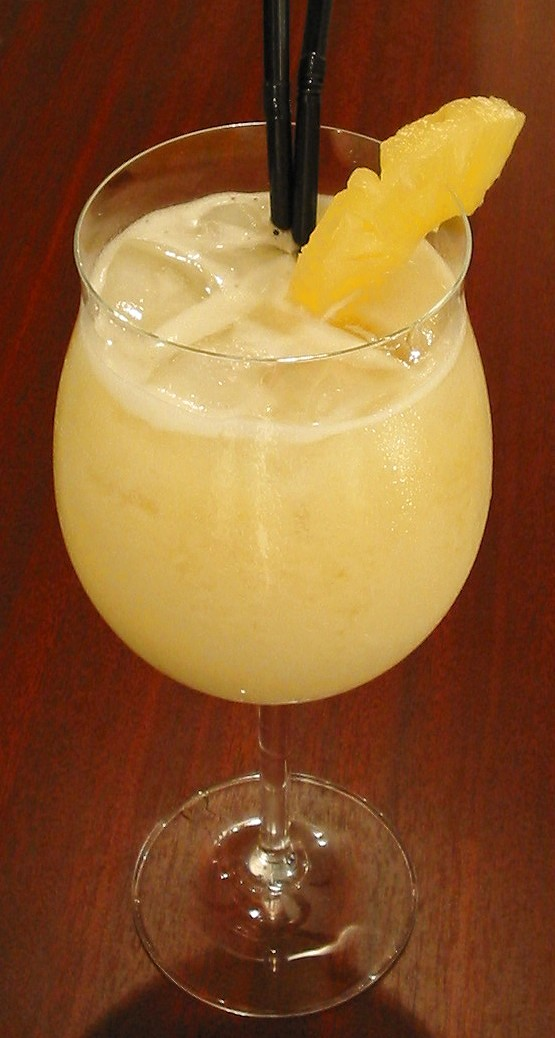
Pinya colada
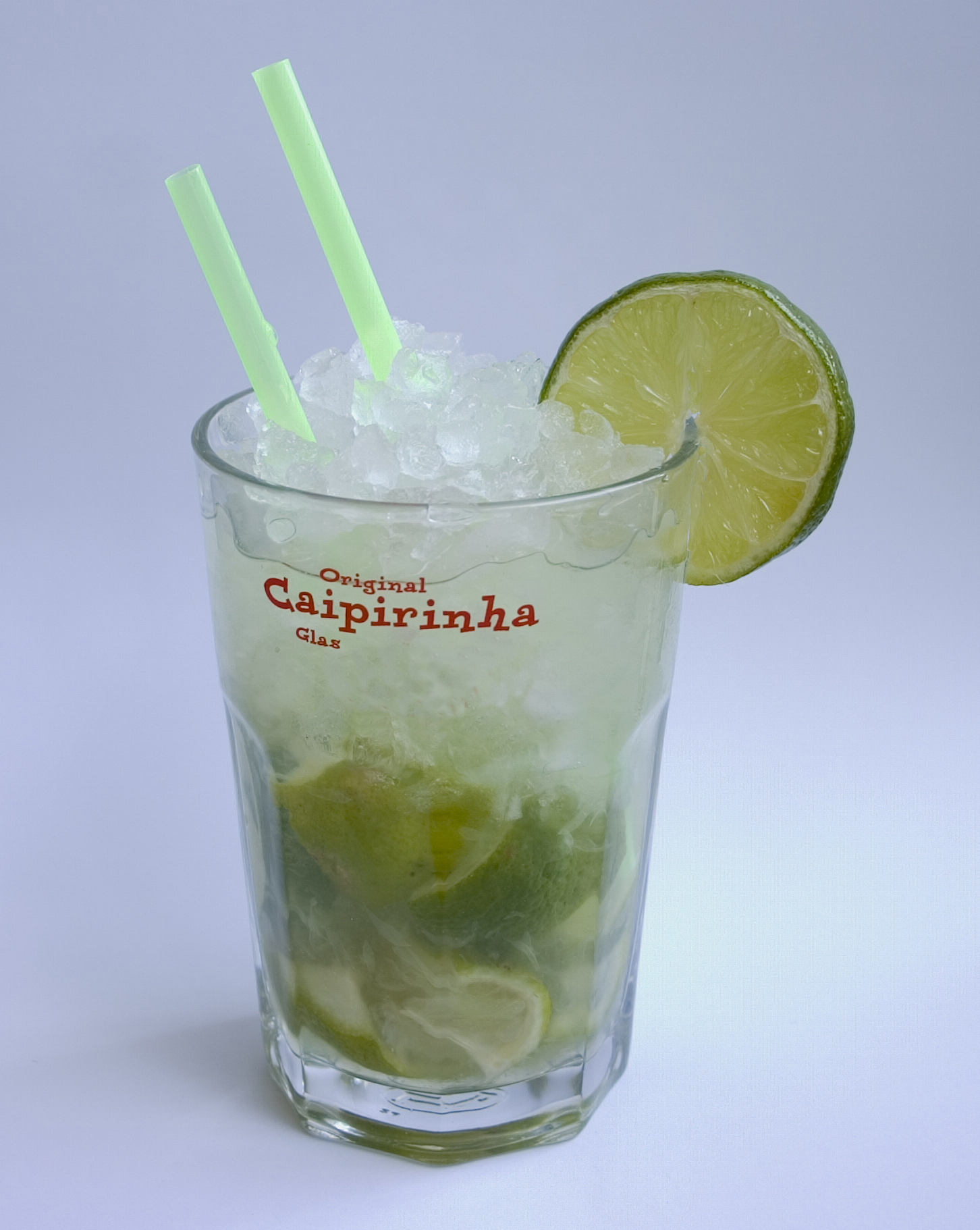
Caipirinha
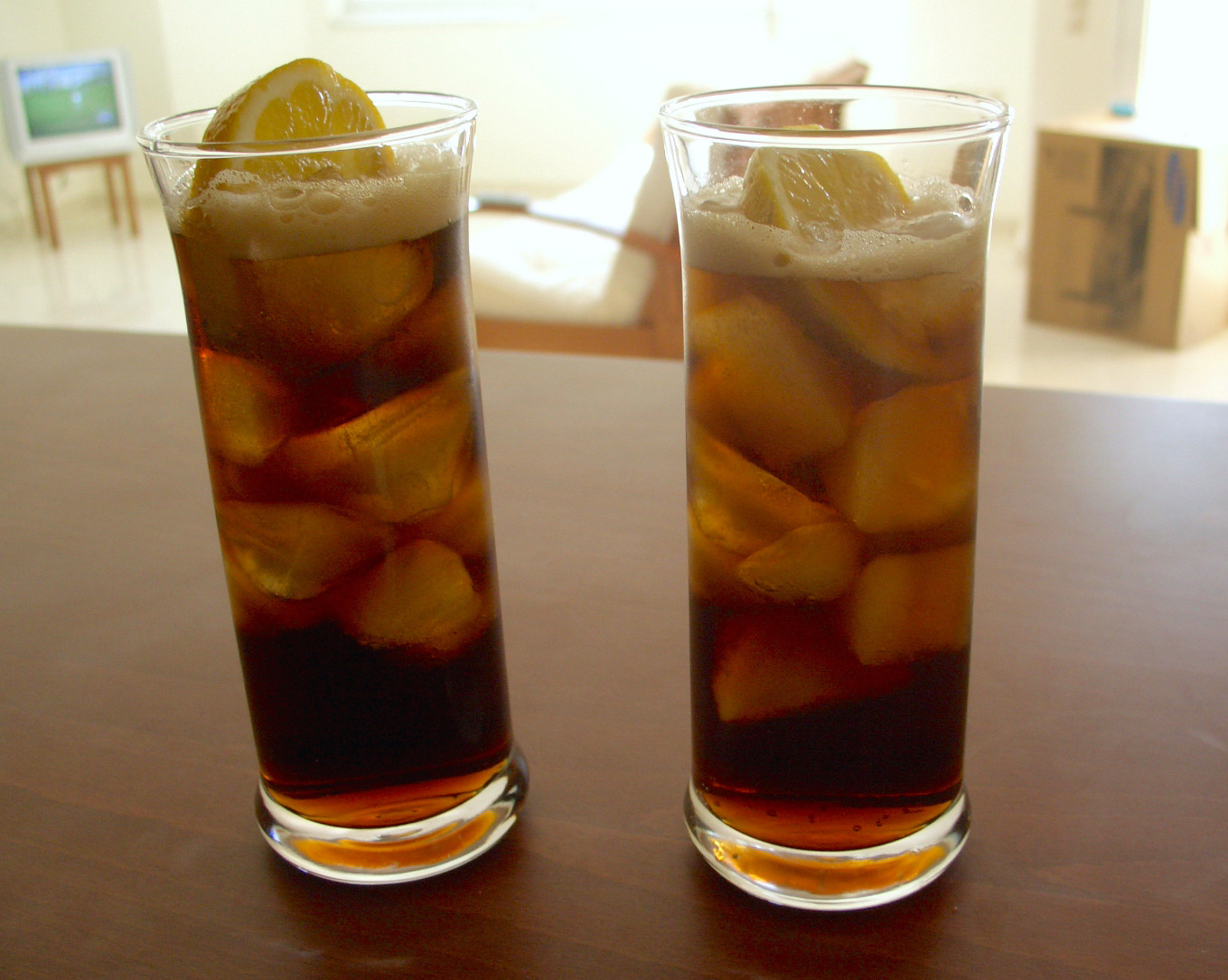
Cuba Libre
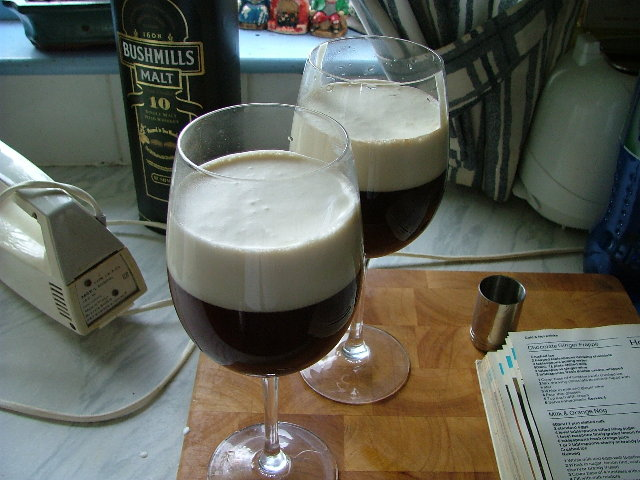
Cafè irlandès
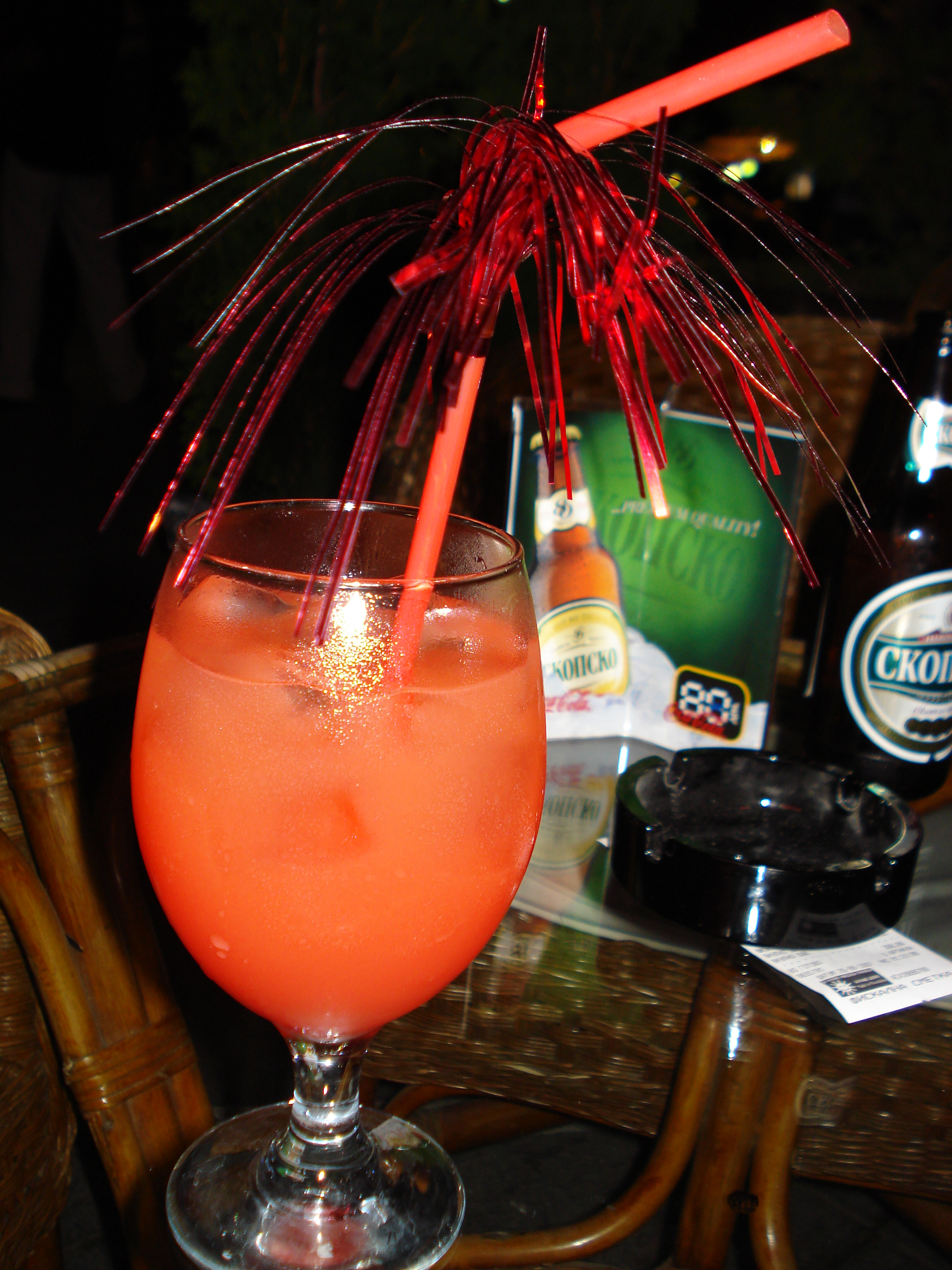
Sex on the beach

## Còctels sense alcohol
Els còctels sense alcohol es poden realitzar barrejant fruites, hortalisses, llet, gelats i altres ingredients com xarops. Solen ser saludables i aptes per a tots els públics.
Alguns còctels sense alcohol coneguts són: San Francisco, Very Well, Tomzana, Pantera rosa, Pinya colada sense alcohol.